# Matrioșka

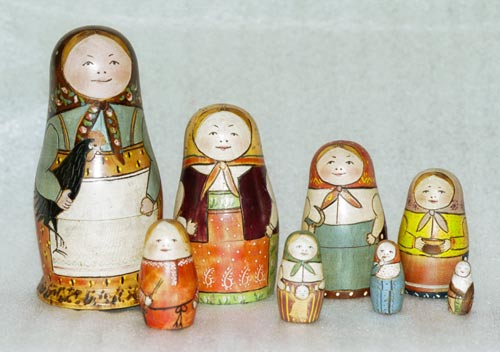
Matrioșka originală a lui Maliutin și Zvezdocikin

Matrioșca (rusă: матрёшка) este o jucărie din lemn, o păpușă viu colorată, goală pe interior, în care sunt introduse alte păpuși, mai mici, identice. Se realizează din lemn de esență moale, din mesteacăn sau tei. A apărut prima dată în anii '90 ai secolului al XIX-lea, în localitatea Abramțevo, dar adevăratul centru de confecționare a celebrei jucării a devenit Serghiev-Posad. Aceste păpuși sunt și un simbol al fertilității.

## Istoric
Arhetipul acestei jucării îl constituie ouăle de Paște, viu colorate, care se realizau în vechime din lemn pictat. Aceste ouă erau goale în interior, aşa încât în cel mai mare puteau fi incluse altele mai mici. O astfel de jucărie se întâlnea și în Japonia, reprezentând un bătrânel jovial, cu mustăți lungi și albe, Darumú (sau, după alte informații, înfățișându-l pe sfântul budist Fukuruma). Păpușa cuprindea cinci figurine ce intrau una în alta.
Odată, după cum spune una dintre legende, cunoscutul pictor rus Serghei Maliutin ținea în mână un ou de lemn pictat și o jucărie japoneză. Aceste jucării diferite, realizate în două colțuri diferite ale Pământului, i-au dat o idee interesantă: imediat a schițat pe hârtie o păpușă hazlie, apoi încă una și încă una... La rugămintea pictorului, strungarul V. Zvezdocikin a realizat, din lemn, forma dorită. Serghei Maliutin a pictat-o. Așa a venit pe lume fetița îmbrăcată în sarafan rusesc: cu șalul ei, cu cocoșul negru în brațe. În interiorul ei se mai ascundeau încă șapte figurine, una mai mică decât alta, ultima, cea de-a opta, înfățișând un bebeluș în fașă. Cineva, văzând-o, a exclamat: „Ptiu, este chiar Matriona!” Și așa a primit fetița numele de Matriona, de la care mai târziu s-a format diminutivul Matrioșka. Cocoșul era deseori un simbol al fertilității, în Rusia și în toată Europa, dar mai ales în Franța: dovadă a prosperității și fecundității, imaginea sa țopăie de jur împrejurul clopotnițelor.

## Aspect și diversitate
Toate păpușile care constituie o jucărie seamănă una cu alta, dar se deosebesc totuși printr-un detaliu cât de neînsemnat. De regulă, o jucărie este compusă din trei până la douăzeci și patru păpuși. După acest model se confecționează și varianta masculină, înfățisând viteji legendari, cu coifuri și lănci. Păpușile sunt vopsite cu guașă; modelul urmărit este destul de simplu și realizat în tonuri calde. Uneori desenul este introdus în cuptor, după care tonurile sunt subliniate cu acuarele.
Mai târziu, Matrioșca a ajuns și în regiunea Volgăi. În orașul Semionov, Matrioșca este îmbrăcată în sarafan roșu, cu șorț alb, iar pe cap are o băsmăluță galbenă, cu ciucuri colorați. În mână ține un buchet mare de flori. Ca un semn distinctiv, obrajii îi sunt îmbujorați.
Se mai fac jucării și în alte centre: în Tolhov, păpușile sunt mai mari. Ele sunt îmbrăcate într-un sarafan înflorat, în care predomină roșul, albul și galbenul. Matrioșca mordvină este îmbrăcată în costumul popular tradițional, pe cap având podoaba specifică, iar la gât, mărgele.
În 1900, M.A. Mamontova a prezentat păpușile la Expoziția Universală de la Paris unde aceste jucării i-au adus o medalie de bronz. Puțin timp după aceea, multe alte regiuni ale Rusiei au dat naștere unei întregi diversități de stiluri privind Matrioșcele. Astăzi pot fi observate stiluri aparte în regiuni ca: Lipețk, Voronej, Viatka și în Bașkiria.
În timpul Perestroicii, matrioșcele reprezentând conducătorii Uniunii Sovietice au devenit un adevărat curent. Păpușile reprezentau, în ordine descrescătoare, pe Mihail Gorbaciov, Leonid Brejnev, Nikita Hrușciov, Stalin și Lenin. Iuri Andropov și Constantin Cernenko nu apăreau mai niciodată din cauza conciziei mandatelor lor. Versiunile mai recente încep cu Vladimir Putin apoi continuând cu Boris Elțîn, Gorbaciov, Stalin și Lenin.

## Metafora matrioșkăi

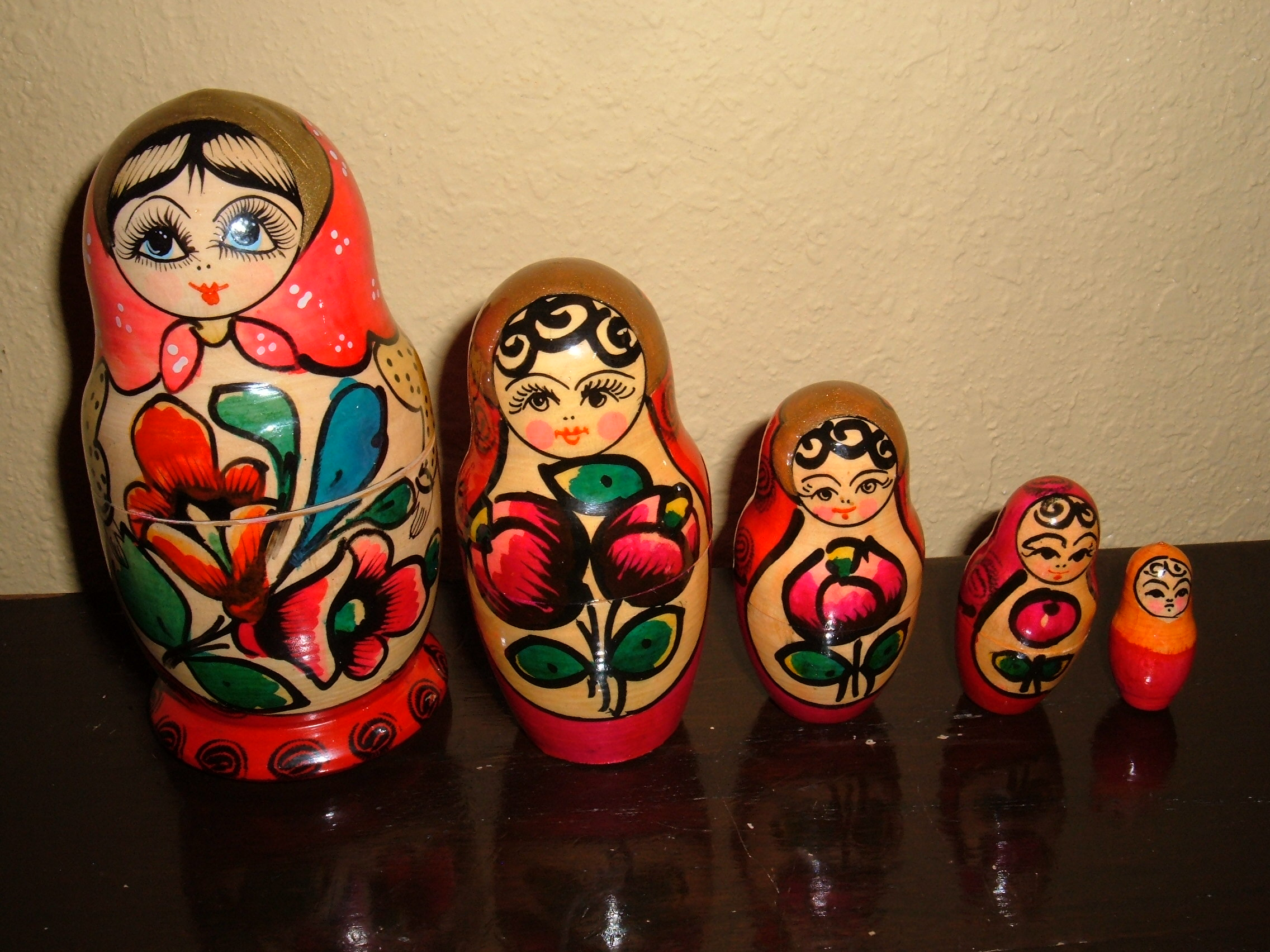
Matrioșce

Matrioșcele sunt, de asemenea, folosite metaforic, ca și paradigme de design, cunoscute drept „principiul matrioșcei” sau „principiul păpușii cuibărite”. Acestea denotă o relație „obiect similar într-un alt obiect similar” recogniscibilă, care apare în design-ul multor obiecte naturale sau create de om. Exemple ar fi creierul matrioșcei sau formatul media Matroska.
Aceeași caracteristică o are și structura cepei. Daca învelișul exterior este îndepărtat, sub acesta vom găsi o ceapă similară. Această structură este întrebuințată și de designeri, spre exemplu în stratificarea hainelor sau design-ul unor mese, unde o masă mai mică este așezată pe alta mai mare ș.a.m.d.

## Muzeul matrioșcăi
Primul muzeu matrioșcic s-a deschis în Moscova în Octombrie, 2001. Clădirea muzeului obișnuia să fie un magazin de manufactură și un magazin numit Educația copiilor. Primele păpuși din lemn au fost realizate aici. Există aproximativ 14 mii de exemplare în colecția muzeului. Expoziția arată cum Matrioșka s-a modificat de-a lungul anilor. Oricine poate găsi un suvenir la magazinul de cadouri. Decizia va fi totuși, destul de dificilă.

## Diverse
- În desenul animat Higglytown Heroes, personajele sunt matrioșce vii.
- În mini-seria televizată Tinker, Tailor, Soldier, Spy, inspirată din romanul La Taupe al lui John le Carré, patru matrioșce apar succesiv în timpul genericului. Este vorba de o referință la adresa Rusiei, intrigă ce implică spioni sovietici. Ultima păpușă care nu are chip, simbolizează spionul infiltrat și a cărui identitate rămâne necunoscută.
- Într-unul din episoadele jocului televizat american The Amazing Race, participanții au trebuit să caute indicii printre mii de matrioșce.
- Compozitorul autralian Julian Cochran a scris o compunere de inspirație rusească intitulată Wooden Dolls, unde sunt prezentate discuțiile unui grup de matrioșce.
- În jocul video Shin Megami Tensei: Devil Summoner: Raidou Kuzunoha vs. The Soulless Army, Rasputin (care este unul dintre antagoniștii principali ai jocului) închide demoni în interiorul unor matrioșce.
- În desenele animate Toy Story și Toy Story 2, Andy deține o colecție de matrioșce ce reprezintă animale, prima fiind un cățel.